# La Conchée
La Conchée (französisch) ist eine felsige und 400 m lange Insel vor der Küste des ostantarktischen Adélielands. Sie liegt 1,1 km nordnordöstlich des Kap Mousse zwischen den Inseln Île Pascal und Île Monge.
Teilnehmer einer von 1950 bis 1951 dauernden französischen Antarktisexpedition kartierten die Insel und benannten sie nach dem Fort de la Conchée im Golf von Saint-Malo.